# Simon Lucas
Simon Lucas (mort le 4 mai 1801 à Tripoli) est un marchand et explorateur britannique.

## Biographie
Fils d'un marchand de vin, il est capturé par des pirates barbaresques alors qu'il se revenait de Cadix. Retenu captif au Maroc pendant trois ans, il devient par la suite vice-consul du Maroc, poste qu'il conserve seize ans. 
De retour en Angleterre, il est nommé interprète à la cour. L'African Association lui confie alors une exploration avec John Ledyard, de la Libye jusqu'au Fezzan. Parvenu à Tripoli en octobre 1788, il voyage alors dans le désert libyen mais son voyage est perturbé par les conflits tribaux. Abandonné par ses guides, il rebrousse chemin puis regagne l'Angleterre.  
Nommé consul à Tripoli (1793), il y meurt en 1801.